# Goran Pandev
Goran Pandev (makedonska: Горан Пандев), född 27 juli 1983 i Strumica i Socialistiska republiken Makedonien i Jugoslavien (nuvarande Nordmakedonien), är en makedonsk före detta fotbollsspelare som sist spelade som anfallare för Parma. Pandev ses av många som en av tidernas bästa makedonska fotbollsspelare, tillsammans med Darko Pančev.

## Karriär
Som ungdom togs Pandev upp av Inter som lånade ut honom till Spezia Calcio och AC Ancona. I januari 2004 flyttade han till SS Lazio i utbyte mot Dejan Stanković. Han påbörjade säsongen 2005 med att göra det enda målet mot FC Messina i säsongens andra match.
Pandev spelar oftast som central anfallare, men efter att Srečko Katanec tog över som tränare för Makedonien har han i landslaget ofta haft en fri roll.
Den 1 september 2014 gick Pandev från Napoli till den turkiska storklubben Galatasaray.

## Kontraktsspekulationer
I april 2007 hördes rykten om att Pandev skulle förlänga sitt kontrakt med SS Lazio till säsongen 2011/2012. 
Efter att han hade gjort två mål i andra matchdagen av Champions League 2007 mot Real Madrid ökade intresset för Pandev och Bayern München sade att de kunde betala 30 miljoner euro för honom.

Den 4 januari 2010 skrev Pandev på för Inter. Kontraktslängden var på fyra år.

## Fotnoter
1. ↑   https://www.fotbollskanalen.se/italien/klart-pandev-lagger-skorna-pa-hyllan/
2. ↑  Samin Rahbin (24 oktober 2007). ”Krönika: Pandev hetare än någonsin!”. SvenskaFans.com. Arkiverad från originalet den 24 december 2007. https://web.archive.org/web/20071224220545/http://www.svenskafans.com/italien/artikel.asp?id=199818. Läst 29 november 2007.